# Governo Figl I
Il Governo Figl I è stato il governo dell'Austria in carica dal 20 dicembre 1945 al 11 ottobre 1949, dopo la vittoria del Partito Popolare Austriaco alle elezioni parlamentari del 1945.
Il governo federale fu un governo tripartito composto da ÖVP, SPÖ e KPÖ fino al 20 novembre 1947, poi da una coalizione ÖVP-SPÖ (mantenuta fino al 1966) e venne formato dopo l'elezione del Consiglio Nazionale del 25 novembre 1945 e nominato dal presidente federale Karl Renner il giorno della sua elezione, il 20 dicembre 1945. (Il 19 dicembre la legge costituzionale federale era tornata in pieno vigore). 
Il governo si dimise l'11 ottobre 1949 e fu incaricato da Renner di continuare gli affari correnti fino all'8 novembre 1949.

## Composizione
Partito Popolare Austriaco (ÖVP)
     Partito Socialdemocratico d'Austria (SPÖ)
     Partito Comunista d'Austria (KPÖ) - Fino al 20 novembre 1947
| Carica                             | Titolare | Titolare | Titolare         | Partito |
| ---------------------------------- | -------- | -------- | ---------------- | ------- |
| Cancelliere federale               |          |          | Leopold Figl     | ÖVP     |
| Vicecancelliere, Senza portafoglio |          |          | Adolf Schärf     | SPÖ     |
| Finanze                            |          |          | Georg Zimmermann | ÖVP     |
| Interno                            |          |          | Oskar Helmer     | SPÖ     |